# Joseph Diaz (Boxer)
Joseph Pedroza Diaz junior (* 23. November 1992 in South El Monte, Kalifornien) ist ein US-amerikanischer Profiboxer, ehemaliger IBF-Weltmeister im Superfedergewicht, sowie ehemaliger WBC-Interimsweltmeister und Herausforderer um den regulären WBC-Weltmeistertitel im Leichtgewicht. Das Ring Magazine führte ihn zeitweise auf Platz 2 im Superfedergewicht und Platz 6 im Leichtgewicht.
Als Amateur erreichte er einen 9. Platz im Bantamgewicht bei den Olympischen Sommerspielen 2012 in London.

## Amateurkarriere
Diaz begann im Alter von zehn Jahren im South El Monte Teamsters Youth Boxing Club mit dem Boxsport und bestritt laut eigener Aussage rund 125 Amateurkämpfe. Er boxte im Bantamgewicht, wurde 2010 sowie 2011 jeweils US-amerikanischer Meister und gewann 2011 auch die US-Olympiaqualifikation in Mobile (Alabama).
Im Februar 2011 bestritt er zudem zwei Kämpfe für das Team Los Angeles Matadors in der World Series of Boxing, siegte gegen Ronny Beblik von Memphis Force und verlor gegen Braulio Ávila von den Mexico City Guerreros. Bei der Weltmeisterschaft 2011 in Baku besiegte er Kyaw Latt, Worapoj Petchkoom und Óscar Valdez, ehe er im Viertelfinale gegen den späteren Weltmeister Lázaro Álvarez ausschied.
Bei den Olympischen Sommerspielen 2012 in London schlug er Pawlo Ischtschenko, verlor jedoch im Achtelfinale erneut gegen Lázaro Álvarez.

## Profikarriere
Nach den Olympischen Spielen unterzeichnete er einen Profivertrag bei Golden Boy Promotions und wird seitdem von seinem Vater trainiert, der ihn auch schon bei den Amateuren betreut hatte.
Er bestritt sein Profidebüt im Dezember 2012 und blieb in 26 Kämpfen ungeschlagen. Am 18. Dezember 2015 siegte er dabei gegen Hugo Partida (Kampfbilanz: 21-6) und wurde dadurch Nordamerikameister der NABF im Federgewicht, wobei er den Titel gegen Jayson Vélez (23-1), Victor Proa (28-1), Andrew Cancio (17-3), Horacio García (30-1), Manuel Ávila (22-0) und Víctor Terrazas (38-4) verteidigen konnte. Er wurde damit der bislang erste Boxer, der den NABF-Federgewichtstitel mehr als dreimal verteidigte. Durch den Sieg gegen Ávila am 6. Mai 2017 war er zusätzlich Nordamerikameister der NABO geworden, wobei er diesen Titel auch gegen Rafael Rivera (25-0) verteidigte.
Von der WBC auf Platz 1 der Herausforderer geführt, konnte er am 19. Mai 2018 in Oxon Hill gegen den WM-Titelträger des Verbandes, Gary Russell junior (28-1) antreten, verlor die Begegnung jedoch einstimmig nach Punkten. Er erhielt jedoch in seinem nächsten Kampf eine erneute WM-Chance, diesmal um den regulären WM-Gürtel der WBA und besiegte den Titelträger Jesús Rojas (26-1) einstimmig nach Punkten. Da Diaz bei der Abwaage vor dem Kampf das Gewichtslimit nicht einhalten konnte, wurde ihm der WM-Titel jedoch nicht zugesprochen.
Diaz stieg anschließend in das Superfedergewicht auf, gewann drei Kämpfe und boxte am 30. Januar 2020 in Miami um den IBF-Weltmeistertitel, den er mit einem einstimmigen Sieg gegen Tevin Farmer (30-4) gewann. Im August 2020 trennte er sich vom Management Heredia Boxing und unterzeichnete als bis dahin erster US-amerikanischer Weltmeister einen Managementvertrag bei MTK Global. Der WM-Titel wurde Diaz nur einen Tag vor seiner ersten geplanten Titelverteidigung gegen den Pflichtherausforderer Schawkat Rachimow (15-0) aberkannt, da er bei der Abwaage erneut das Gewichtslimit überschritten hatte. Somit ging es in dem Kampf nur für Rachimow um den WM-Titel. Das anschließende Duell der beiden am 13. Februar 2021 in Indio (Kalifornien) endete dann mit einem Unentschieden, wodurch der Titel vakant blieb.
Am 9. Juli 2021 boxte er in Los Angeles um die Interimsweltmeisterschaft der WBC im Leichtgewicht und gewann einstimmig gegen Javier Fortuna (36-2), verlor jedoch am 4. Dezember 2021 in Las Vegas beim Kampf um den regulären WBC-Weltmeistertitel einstimmig gegen Devin Haney (26-0).
Am 29. Oktober 2022 verlor Diaz, vom Ring Magazine noch auf Rang 6 der Herausforderer geführt, einstimmig gegen William Zepeda (26-0). Eine weitere Niederlage erlitt er am 18. März 2023 per Split Decision nach Punkten gegen Mercito Gesta (33-3).
Nach fünf weiteren Kämpfen, von denen er drei verlor, unterlag er im August 2025 auch gegen Regis Prograis.